# Домбай-Ульген
Домбай-Ульген (карач.-балк. Доммай ёлген — «место, где погиб зубр»), или Домбай-Ёльген — вершина западной части Главного, или Водораздельного, хребта Большого Кавказа (на границе Абхазии и Карачаево-Черкесской республики), в истоках реки Теберда. Высота 4046 м, это высшая точка Абхазии. Сложена гнейсами, кристаллическими сланцами, гранитами. Покрыта вечными снегами и ледниками.
Домбай-Ульген является наиболее высокой вершиной Домбая, находится восточнее посёлка Домбай, имеет три вершины: западную (4036 м), главную (4046 м) и восточную (3950 м).
От главной вершины на север отходит крутой гребень, оканчивающийся понижением — «Домбайским седлом». От Домбайского седла наверх идёт классический маршрут (категории 3Б), доступный для восхождения за один день со спуском к лагерю, расположенному либо на площадке «Домбайского седла», либо Птышском бивуаке.
Первое восхождение на вершину Домбай-Ульген в 1914 году совершили немецкие альпинисты Оскар Шустер и Вернер Фишер.
В 1960 году на вершине Домбай-Ульген погибла альпинистская экспедиция из 4-х человек, возглавляемая Игорем Ерохиным.